# Suitcase Four: Captain Kangaroo Won The War
Suitcase Four: Captain Kangaroo Won the War è il sesto cofanetto di album musicali del gruppo americano Guided by Voices, pubblicato negli Stati Uniti d'America nel 2015 dalla Guided by Voices Inc.; è una raccolta di cento brani inediti in quattro CD.

## Tracce
La numerazione dei dischi continua dal precedente box, Suitcase 3: Up We Go Now, e sono numerati dal 9 al 12; ogni canzone è accreditata con un nome di gruppo immaginario.

### Disco 1
Suitcase Four (Disc 13): After You Repeat Life
1. Unruly Compounds  -  Lead Walking Shorts
2. Jump The Swing  -  Walls And Windows
3. Jonathon Hyphen Jones  -  I'm In Shock (Hit Me With Tonic)
4. Vile Typists  -  Deaf Dumb And Blind Girl
5. Rachel Twit  -  Try Me On For Size
6. Laser Finch  -  No One Looking For You
7. Crowd, The  -  Murphy Had A Birthday
8. Zeppelins Of Gin  -  Living On Planet Cake
9. Jonathon Hyphen Jones  -  Great Service
10. Baby Gods  -  Only Ghost In Town
11. Teenage Guitar  -  8 Bars (Ext 3)
12. Target Larks  -  No Bird
13. Broken Heart Discothèque  -  Motor Away [Quiet Demo]
14. Canoes  -  The Garden
15. Jonathon Hyphen Jones  -  Happy Heartbreaker
16. Pretzel Youth  -  Less Active Railroad
17. Porky Giant (w/ Jumbo)  -  Porpoise Northeast
18. Human Possible, The  -  Pretty Pinwheel
19. Die City  -  Back To The Diving Board
20. Dashing Plumbers  -  Mary And The Summer
21. Crowd, The  -  Eloise
22. Abigail French  -  Here To Stay
23. Human Brain  -  She It
24. Christopher Lightship  -  Hallway Of Shatterproof Glass
25. Nile Eskimo  -  Govt. Bldg. 15

### Disco 2
Suitcase Four (Disc 14): Looking For Toothpaste
1. Once  -  Lockets Of The Empress
2. Red Gravity  -  The New Ooze
3. Invalid Keys  -  Our Little Secret
4. Jonathon Hyphen Jones  -  I Can Never Let You Win
5. Cracked Heads, The  -  Hey You Know Me [Live]
6. Demmit Runyon  -  Ode To J.D.
7. 1913 Floods, The  -  I Am Decided [Alternate Mix]
8. Science Of Lamar  -  Over And Over Again
9. Multi-Colored Wisemen, The  -  Excellent Extension
10. Up The Family Tree  -  Good To Look
11. Witches Of Woodstock  -  Slave Boss Cranberry [Live]
12. Average Roger  -  Slow Dirty Water
13. Jonathon Hyphen Jones  -  The Garden Goes
14. Punchin Umps  -  Save My Life [Live]
15. Obligated Finger  -  Somethings Missing
16. Crystal Rabbit  -  Clean It Up
17. Anvil Cranberry  -  You Don't Know Me (I'm Your Dog)
18. Jonathon Hyphen Jones  -  You Make The Sun
19. Crowd, The  -  Time Will Destroy You
20. Fire Engine John  -  Delayed Reaction Brats [Demo]
21. Jonathon Hyphen Jones  -  Pretty As Her Cats
22. Sobers  -  One Big Boss
23. Human Possible, The  -  Mystery Walk
24. Crowd, The  -  Then Again
25. The Sunflower Logic  -  Son Of The Sea

### Disco 3
Suitcase Four (Disc 15): Go Ahead, Your Wife Won't Give A Damn
1. Union Bellboy  -  Bellboy Stomp
2. Crowd, The  -  Linda's Lottery
3. Jonathon Hyphen Jones  -  Of Course You Are [Demo]
4. Poof  -  Pinpoints On The Anal Zone
5. Eyeball Magazine  -  City With Fear
6. Stonehenge Birdhouse  -  She Doesn't Know Why
7. Greenish Monsoon  -  (I Been) Pigeon Tripping
8. The Peter Pan Can  -  Fall All Over Yourself
9. Pontiac Seagulls  -  Quality Of Armor [Very Early Version]
10. Pete Star  -  Teeth Flashlight [Demo]
11. Hoarse Gorilla  -  Let's Make Out
12. Bob Silky  -  Busy Bee
13. The Sunflower Logic  -  Why Do You Stare Into The Sea
14. Boy Rocker  -  Rock Time
15. Canoes  -  Heartbeat
16. Amazed By Extra Indians  -  Near As Not Late
17. Abigail French  -  Finger To The Lips
18. Mousetrap Speaker  -  Carnal Limousine
19. Faint Wives  -  Doctor Boyfriend
20. Jonathon Hyphen Jones  -  Spiraling Epsilon
21. Rachel Twit  -  Ugly Day Of Rain And Soccer
22. Ink Well Spinsters  -  Yank For The Rooties
23. Mother Superior Gymnasium  -  Glad Girls [Early Version]
24. Jonathon Hyphen Jones  -  (If You've Got A Rocket) Got To Ride
25. Human Possible, The  -  Frog Baby Axe Murderer

### Disco 4
Suitcase Four (Disc 16): A Great Favor Concerning Your Entertainment Values
1. Maximilian Kittykat  -  Strange Games
2. Crowd, The  -  Thick And Thin
3. Red Rubber Ballroom  -  When 2 Hours Seem Like 5
4. Blazing Archetypes  -  Find A Wet Spot
5. Zonker Zoon  -  I'm Just Doing My Job
6. Jonathon Hyphen Jones  -  Contemporary Man (He Is Our Age) [Demo]
7. Zeppelins Of Gin  -  Heels Tight
8. Peccadilloes  -  The House Always Looks So Nice
9. Franklin Ellsworth Bowie  -  Amazed [Power Of Suck Version]
10. Crowd, The  -  Disappearing Act
11. Manly Weathers  -  Rubber Man [Long Version]
12. Target Larks  -  James Of Life
13. Embry O's  -  The Jerking Clown
14. Hospital  -  Psycho All The Time
15. Flavor X  -  Throwing Down The Line
16. Jonathon Hyphen Jones  -  Proof
17. Strike Outs, The  -  Third Grade Aviator
18. Witches Of Woodstock  -  She Likes Tea Rats [Live]
19. Jonathon Hyphen Jones  -  Promo Brunette [Demo]
20. Roonies, The  -  Just One Drop
21. No Equal  -  Temporary Shutdown
22. Offspeed Macaroni, The  -  Skin High
23. Jonathon Hyphen Jones  -  Your Cricket Is Rather Unique
24. Anacrusis  -  Fame And Fortune
25. Live Forever Foundation  -  High Treason